# 帕利帕图
帕利帕图（Pallipattu），是印度泰米尔纳德邦Thiruvallur县的一个城镇。总人口8650（2001年）。

## 人口
该地2001年总人口8650人，其中男性4314人，女性4336人；0—6岁人口1005人，其中男502人，女503人；识字率70.77%，其中男性为78.86%，女性为62.73%。